# RHYNS-Syndrom
Das RHYNS-Syndrom, Akronym für Retinitis pigmentosa, Hypopituitarismus, Nephronophthise und Skelettdysplasie, ist eine sehr seltene angeborene Erkrankung mit einer Kombination von Netzhautdegeneration, Hypophysenunterfunktion, Nieren- und Knochenerkrankungen.
Die Erstbeschreibung und vorgeschlagene Bezeichnung stammt aus dem Jahre 1997 durch die italienische Kinderärztin Maja Di Rocco und Mitarbeiter.

## Verbreitung
Die Häufigkeit wird mit unter 1 zu 1.000.000 angegeben, bislang wurde über vier männliche Betroffene berichtet. Die Vererbung erfolgt vermutlich autosomal-rezessiv, X-chromosomal kann nicht ausgeschlossen werden.

## Ursache
Der Erkrankung liegen Mutationen im TMEM67-Gen auf Chromosom 8 Genort q22.1 zugrunde.
Mutationen im TMEM67-Gen finden sich auch beim Meckel-Syndrom Typ 3, dem Joubert-Syndrom Typ 6 (mit hepatischem Defekt), dem COACH-Syndrom und der Nephronophthise Typ 11.

## Klinische Erscheinungen
Klinische Kriterien sind:
- Augenveränderungen Retinitis pigmentosa
- Hypophysenunterfunktion Hypopituitarismus
- Schrumpfniere Nephronophthise
- Skelettdysplasie unterschiedlichen Ausmaßes

## Diagnose
Die Diagnose ergibt sich aus der Kombination klinischer Befunde und kann durch humangenetische Untersuchung gesichert werden.

## Therapie
Die Behandlung erfolgt für die einzelnen Krankheitsmerkmale unterschiedlich, siehe jeweils dort.